# Панфило де Нарваес
Панфило де Нарваес (шп. Pánfilo de Narváez; 1478–1528) био је шпански колонизатор, познат као ривал Ернана Кортеса током шпанског освајања Мексика (1519–1521). Погинуо приликом неуспеле експедиције на Флориду.

## Биографија
Као један од највернијих официра Дијега Веласкеза, коме је помогао у освајању Кубе (1511), Нарваез је предводио велику експедицију у Мексико како би спречио Кортеса и његове присталице да полажу право на нова освајања на мексичком копну. Кортес је победио његову војску у бици код Семпоаље (1520) и убедио многе њене чланове да се придруже његовом покушају да освоји Мексико. Нарваез је предводио каснију експедицију на Флориду, која је доживела пропаст.

## У популарној култури
Нарваес се појављује као један од протагониста у шпанској серији Конквистадори: Авантура из 2017. (нарочито у последњој, 8. епизоди) и као мањи антагониста у шпанско-мексичкој серији Ернан из 2019. године.